# 喜連川宜氏
喜連川 宜氏（きつれがわ のりうじ）は、江戸時代後期の大名。下野喜連川藩の第10代藩主。
細川定良（肥後宇土藩主細川興文の四男である孝応の次男）の長男で、初名は細川 孝常（たかつね）。

## 生涯
安政5年12月24日（1859年）、喜連川藩第9代藩主・喜連川煕氏の婿養子となる。もともと煕氏には同じ細川家から迎えた養嗣子の紀氏（細川斉護の六男）がいた。しかし安政5年（1858年）4月、煕氏は紀氏との養子縁組を解消した。一説には紀氏が喜連川家を継ぐのを嫌がり、藩から脱走したためとされる。そこで煕氏は、あらためて同年12月に同じく宇土細川家から孝常（宜氏）を養嗣子に迎えたのである。
万延元年（1860年）12月1日、将軍徳川家茂に御目見する。文久元年（1861年）12月、家督を相続する。文久2年（1862年）5月3日死去、享年29。

## 系譜
父母
- 細川定良（実父）
- 喜連川煕氏（養父）

正室
- 英子 ー 喜連川煕氏の娘

養子
- 喜連川縄氏 ー 徳川斉昭の十一男

## 宜氏の実父について
『下野喜連川足利家譜』『大武鑑』によれば、宜氏は細川雅楽助孝応男、一方『平成新修旧華族家系大成』では宜氏は細川定良（孝応の次男）男とあって、史料によって記述が異なる。『肥後宇土細川家譜』では孝応の子女として通固（通称は外栄）と定良（通称は右賢）とあり、定良の子女に孝常（通称は左近、喜連川左馬守煕氏養子）、孝典（後政典、通称は茂手木、小笠原修理長光養子）、寛美（姓は岡川、通称は速水、養子先は不明）の3人が記述され、宜氏は定良の長男となっている。ちなみに祖父にあたる孝応は「江戸大名墓総覧」の775頁によれば、宜氏の生まれる以前の文政10年（1827年）1月25日（『系図纂要』は文政7年1月25日に作る）に死去している。